# Michael Davies (écrivain)
 (août 2022).
Si vous disposez d'ouvrages ou d'articles de référence ou si vous connaissez des sites web de qualité traitant du thème abordé ici, merci de compléter l'article en donnant les références utiles à sa vérifiabilité et en les liant à la section « Notes et références ».
Pour les articles homonymes, voir Michael Davies et Davies.
Michael Davies, né le 13 mars 1936 à Yeovil dans le Somerset et mort le 25 septembre 2004, est un enseignant et catholique traditionaliste britannique, auteur de nombreux livres sur l'Église catholique après Vatican II.

## Biographie
Il a passé son enfance dans le Somerset, même si l'on a dit qu'il était fier de son ascendance galloise. Il a servi comme soldat dans de régiment de la Somerset Light Infantry  pendant la Crise malaise, la Crise de Suez et l'agitation de l'EOKA à Chypre.
Il a enseigné dans des établissements catholiques pendant trente ans jusqu'à sa retraite en 1992 après quoi il a consacré tout son temps à l'écriture. Au début, il a soutenu  Marcel Lefebvre, fondateur de la Fraternité sacerdotale Saint-Pie-X, mais a condamné la décision de ce dernier de consacrer quatre évêques en 1988 contre la volonté du Pape Jean-Paul II. Il était à la tête de l'organisation catholique traditionaliste internationale Una Voce.
Davies était aussi critique quant aux apparitions mariales de Međugorje, qu'il pensait être fausses.

## Œuvres publiées

### Livres
- The Liturgical Revolution, vol. I: Cranmer's Godly Order — 372pp, Roman Catholic Books
- The Liturgical Revolution, vol. II: Pope John's Council  — 352pp, Angelus Press
- The Liturgical Revolution, vol. III: Pope Paul's New Mass — 700pp, Angelus Press
- The Order of Melchisedech   — 255pp, Roman Catholic Books (out of print)
- Apologia Pro Marcel Lefebvre, vol. I   — 476pp, Angelus Press[1]
- Apologia Pro Marcel Lefebvre, vol. II   — 393pp, Angelus Press[2]
- Apologia Pro Marcel Lefebvre, vol. III   — 474pp, Angelus Press[3]
- Partisans of Error (on Modernism)   — 109pp, Neumann Press
- Newman Against the Liberals   — 400pp, Roman Catholic Books (out of print)
- A Fireside Chat with Malcolm Muggeridge   — 92pp, Roman Catholic Books
- The Second Vatican Council and Religious Liberty   — 326pp, Neumann Press
- I am with you always (on the Indefectibility of the Church) —  101pp. Neumann Press
- For Altar and Throne - The Rising the Vendée   —  100pp, The Remnant Press
- Međugorje after Fifteen years   —  80pp, The Remnant Press
- St John Fisher —  140pp, Neumann Press
- The Wisdom of Adrian Fortescue (edited by Michael Davies) —  421pp, Roman Catholic Books
- Liturgical Time Bombs in Vatican II—The Destruction of Catholic Faith Through Changes in Catholic Worship —  99pp, TAN Books

### Brochures
- The Tridentine Mass   —  68pp, Angelus Press
- The Roman Rite Destroyed (the ecumenical dimension of the New Mass)   —  48pp, Angelus Press
- The New Mass   —  40pp, Angelus Press
- A Privilege of the Ordained (on Communion the hand)   —  38pp, Neumann Press
- Communion under Both Kinds   —  48pp, Neumann Press
- The Goldfish Bowl: The Church Since Vatican II   —   40pp, Neumann Press
- St. Athanasius   —  84pp, Angelus Press
- Legal Statut of the Tridentine Mass   —   50pp, Angelus Press
- The Barbarians have Taken Over (Vandalism in the sanctuary)   —  60pp, Angelus Press
- Mass Facing the People   —  42pp, Neumann Press
- The Liturqical Revolution   —  42pp, Angelus Press
- An Open Lesson for a Bishop (A lesson on the liturgy for Bishop Lindsay)   —  34pp, TAN Books
- The Eternal Sacrifice   —  56pp, Neumann Press
- The Reign of Christ the King   —  36pp, TAN Books
- Liturgical Shipwreck   —  42pp, TAN Books
- The Catholic Sanctuary & Vatican II   —  44pp, TAN Books
- A Short History of the Roman Mass   —  53pp, TAN Books
- Archbishop Lefebvre, The Truth   —  Augustine
- Archbishop Lefebvre and Religious Liberty   —  Angelus Press

## Source
- (en) Cet article est partiellement ou en totalité issu de l’article de Wikipédia en anglais intitulé « Michael Davies (Catholic writer) » (voir la liste des auteurs).